# Brad Hogan
Brad Kenneth Hogan (12 ottobre 1979) è un ex sciatore alpino statunitense.

## Biografia
Attivo dal dicembre del 1994, in Nor-Am Cup Hogan esordì l'11 dicembre 1995 a Stratton Mountain in slalom gigante (47º), ottenne il primo podio il 20 dicembre 1997 a Sunday River in slalom speciale (3º) e conquistò l'unica vittoria il 9 marzo 2000 a Osler Bluff nella medesima specialità. In Coppa del Mondo disputò tre gare, tutte slalom speciali (il primo il 22 novembre 1998 a Park City, l'ultimo il 25 novembre 2001 ad Aspen), senza portarne a termine nessuna. Il 24 marzo 2002 a Nakiska in slalom speciale salì per l'ultima volta sul podio in Nor-Am Cup (2º) e il 7 dicembre 2004 prese per l'ultima volta il via nel circuito continentale nordamericano, a Beaver Creek in slalom gigante senza completare la prova; si ritirò durante quella stessa stagione 2004-2005 e la sua ultima gara fu uno slalom speciale universitario disputato il 12 febbraio a Taos, non completato da Hogan. In carriera non prese parte a rassegne olimpiche o iridate.

## Palmarès

### Nor-Am Cup
- Miglior piazzamento in classifica generale: 6º nel 2002
- 5 podi:
  - 1 vittoria
  - 2 secondi posti
  - 2 terzi posti

#### Nor-Am Cup - vittorie
| Data         | Località    | Paese  | Specialità |
| ------------ | ----------- | ------ | ---------- |
| 9 marzo 2000 | Osler Bluff | Canada | SL         |

Legenda:

SL = slalom speciale